# Stanisław Wdowiarz
Stanisław Wdowiarz (ur. 23 lipca 1911 w Rogach, zm. 14 stycznia 1987 w Krakowie) – polski geolog, specjalista geologii złóż ropy naftowej, a zwłaszcza tektoniki i stratygrafii Karpat.

## Życiorys
Rodzice posiadali gospodarstwo rolne; ojciec pracował także jako wiertacz na złożu ropy naftowej Rogi-Bóbrka. Szkołę podstawową ukończył w 1921, maturę uzyskał w 1929 w Państwowym Gimnazjum im. Mikołaja Kopernika w Krośnie. W tym samym roku rozpoczął studia na Uniwersytecie Jana Kazimierza we Lwowie. Głównym kierunkiem jego studiów była geologia; dodatkowo studiował geografię (geomorfologię). W roku akademickim 1934/1935 studiował w Rumunii, w Instytucie Geologicznym oraz na Uniwersytecie Bukareszteńskim. W 1935 objął stanowisko zastępcy asystenta na Uniwersytecie Jana Kazimierza we Lwowie, a w 1936 otrzymał dyplom magistra geologii i paleontologii za pracę o budowie geologicznej Karpat Środkowych. Brak etatu uniemożliwił mu jednak dalsze zatrudnienie na uniwersytecie.
W czerwcu 1936 został zaangażowany przez Towarzystwo Naftowe "Galicja" jako geolog. Został skierowany do prac geologiczno-kartograficznych, prowadzonych w Karpatach fliszowych pod kątem poszukiwań złóż ropy naftowej. Pracował tam pod kierunkiem dr Bolesława Bujalskiego. Wyniki m.in. jego prac umożliwiły odkrycie nowego złoża typu Borysławia w karpackich fałdach wgłębnych. Będąc w kontakcie z Uniwersytetem Jana Kazimierza i Politechniką Lwowską kontynuował także badania naukowe. Ich wynikiem była praca Budowa geologiczna Karpat brzeżnych na południowy wschód od Rzeszowa, na podstawie której uzyskał stopień doktora geologii i petrografii.
Po wybuchu wojny został przeniesiony ze Lwowa do Borysławia jako starszy geolog trustu Ukrnieftiedobycza. Nadzorował wówczas wiercenia geologiczne trustu. Opracował też geologię złóż ropy naftowej Strzelbice i Tyrowa Solna. Podczas okupacji niemieckiej został przeniesiony do firmy Karpathenöl, do Wańkowej, gdzie pracował do lipca 1944. Prowadził wówczas wiercenia w rejonie Leska i Ustrzyk Dolnych.
W latach 1943–1944 należał do Armii Krajowej. Przyczynił się m.in. w lipcu 1944 do uratowania od wymordowania przez UPA polskich pracowników kopalni ropy naftowej w Wańkowej.
Od września 1944 pomagał przy rekonstrukcji polskiego górnictwa naftowego. Na przełomie 1944-1945 został kierownikiem działu geologii w nowo utworzonym Kopalnictwie Naftowym w Sanoku. Pracował na tym stanowisku do 1950, z siedmiomiesięczną przerwą w 1947, spowodowaną uwięzieniem w Rzeszowie w wyniku stawianych mu zarzutów politycznych. W 1951 objął stanowisko naczelnego geologa Centralnego Zarządu Przemysłu Naftowego w Krakowie. Pod jego kierunkiem opracowano m.in. monografię wszystkich polskich złóż ropy naftowej i gazu ziemnego, za którą otrzymał w 1953 indywidualną nagrodę państwową III stopnia.
Pod koniec 1954 opuścił przemysł naftowy i poświęcił się pracy naukowej i dydaktycznej w Akademii Górniczo-Hutniczej oraz w Oddziale Karpackim Instytutu Geologicznego w Krakowie. W październiku 1954 otrzymał tytuł profesora nadzwyczajnego, a w 1956 został wybrany dziekanem Wydziału Geologiczno-Poszukiwawczego AGH, którą to funkcję pełnił do 1960. W 1961 został mianowany kierownikiem Oddziału Karpackiego IG. Pozostał na tym stanowisku do 1968, kiedy formalnie opuścił Instytut, z którym jednak współpracował do końca życia. W 1967 zorganizował Instytut Wiertniczo-Naftowy na AGH i do 1969 był jego dyrektorem. W 1968 Rada Państwa nadała mu tytuł profesora zwyczajnego. Działalność na AGH kontynuował także po przejściu na emeryturę w 1981.
Stanisław Wdowiarz odbył ponad 60 podróży naukowych do krajów Europy, Afryki Północnej, Azji i Ameryki Południowej. Uczestniczył też w Międzynarodowych Kongresach Geologicznych w Meksyku, Indiach, Czechosłowacji i Kanadzie oraz w światowych kongresach naftowych w RFN, w Związku Radzieckim i w Rumunii. Od 1958 działał w Karpacko-Bałkańskiej Asocjacji Geologicznej. Brał udział w jej ośmiu kolejnych zjazdach w latach 1958-1985. pracował zwłaszcza w jej Komisji Tektonicznej. Od 1963 był sekretarzem Asocjacji na Polskę. Podczas wielokrotnych pobytów w Maroku prowadził od 1976 badania geologiczne tego kraju i opracowywał jego prognozy naftowe.
Opublikował ponad 100 prac i artykułów i wykonał około 50 opracowań archiwalnych. Był promotorem 15 prac doktorskich. Przez 15 lat przewodniczył Radzie Naukowej Instytutu Naftowego w Krakowie, a przez kilka kadencji był członkiem Rady Naukowej Instytutu Geologicznego. Był też wieloletnim członkiem Państwowej Rady Górnictwa oraz rad i komisji Centralnego Urzędu Geologii i Ministerstwa Górnictwa i Energetyki. Członek Polskiego Towarzystwa Geologicznego.
Został pochowany na Rakowickim (Wojskowym) w Krakowie (kwatera XCVI-9-3).

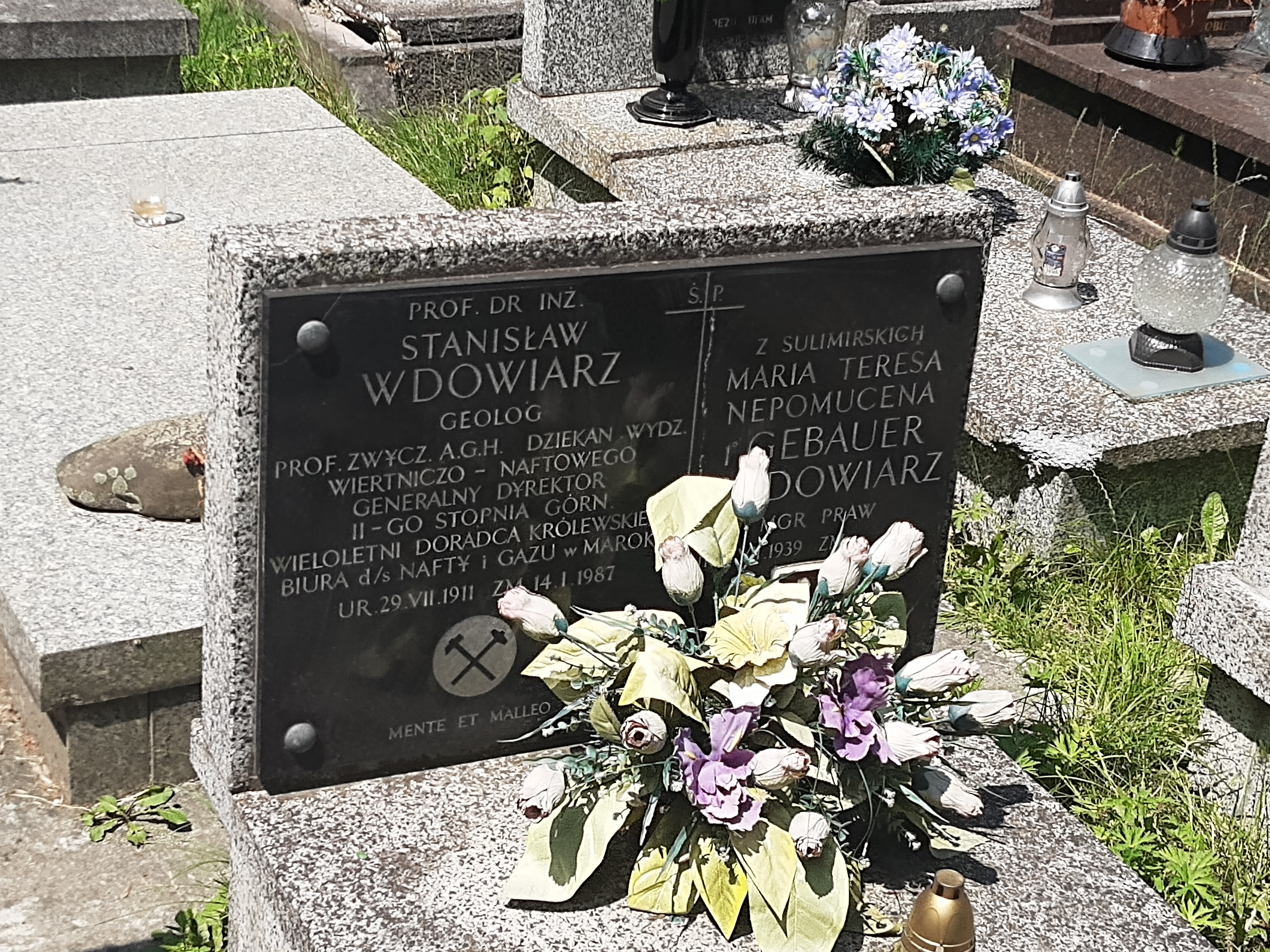
Grób prof. Stanisława Wdowiarza na cmentarzu przy Prandoty

## Odznaczenia i wyróżnienia
W 1947 otrzymał Srebrny Krzyż Zasługi, w 1954 – Krzyż Kawalerski, a w 1971 – Krzyż Oficerski Odrodzenia Polski. W 1971 Minister Górnictwa i Energetyki nadał mu stopień generalnego dyrektora górniczego II stopnia. Posiadał też Medal 10-lecia Polski Ludowej i Medal 30-lecia Polski Ludowej oraz liczne odznaczenia i wyróżnienia resortowe.